# The Boring Company
The Boring Company (TBC) és una empresa nord-americana de serveis de construcció d'infraestructures i túnels fundada per Elon Musk. Dissenya projectes per a sistemes de trànsit intraciutat ("bucle").
TBC ha completat dos túnels a Las Vegas per viatjar en bucle. També ha completat un túnel per provar Hyperloop and loop travel al comtat de Los Angeles. Altres túnels es troben en diverses etapes de discussió i planificació.
Musk va citar la dificultat existent amb el trànsit de Los Angeles i el que considera limitacions amb l'actual xarxa de transport bidimensional com la seva inspiració primerenca per al projecte. The Boring Company es va constituir inicialment com a filial d’SpaceX, convertint-se en una empresa separada i totalment independent el 2018. A partir de desembre de 2018, el 90% del capital era propietat de Musk, amb un 6% de SpaceX a canvi de l'ús de recursos SpaceX durant la fase emergent de la empresa.